# JCPM Yakiimo Station
Die JCPM Yakiimo Station ist ein astronomisches Observatorium in der Präfektur Shizuoka auf der Insel Honshū in Japan. Es liegt in der Stadt Shimizu und trägt die Registrierungsnummer 885.
Hier wurde am 23. November 1990 der Asteroid (6042) Cheshirecat von den Astronomen Akira Natori und Takeshi Urata entdeckt.